# Ravenbeksbeen
Het ravenbeksbeen of os coracoides is een dubbelbeen, dat voorkomt in de schouder van alle gewervelde dieren behalve bij de theriale zoogdieren. Theriale zoogdieren omvatten de buideldieren en de placentadieren, waaronder de mens, waarbij het ravenbeksbeen deel uitmaakt van het schouderblad maar er niet homoloog mee is.
Bij viervoeters verbindt het ravenbeksbeen het schouderblad met de voorkant van het borstbeen. Het heeft een kam op het dorsale oppervlak, dat samen met de kam op het ventrale oppervlak van het schouderblad een vork vormt waarin het opperarmbeen (humerus) zit. De processus acrocoracoides is een naburig uiteinde waaraan de schouderzijdige musculus biceps brachii gehecht is. Bij vogels en meer algemeen theropoden en verwante dieren is het geheel star en heet het scapulocoracoïd. Het speelt een belangrijke rol bij het vliegen.
Bij vissen vormt het been de basis voor de borstvin.
Cloacadieren en de uitgestorven therapsiden bezitten zowel het ravenbeksbeen van reptielen procoracoïde, of anterior coracoïde en de processus coracoides van andere zoogdieren, waarbij het laatstgenoemde als afzonderlijk been voorkomt.